# Remigi Tauler i Mauri
Remigi Tauler i Mauri (Palamós, 13 de gener del 1867 - Palamós, 22 de desembre del 1923) fou un important empresari del sector del suro, i promotor de la incipient indústria turística catalana.

## Biografia
Era fill de Joan Tauler i Vila (Mont-ras, 1872 - Palamós, 1904), faroner, que pels anys 1875-1877 havia estat destinat al far de Sant Sebastià de Palafrugell, i que morí quan portava el far de Palamós. Joan Tauler tingué tres fills, Onèsim (1865, mort en la infància), Remigi (1867) i Jaume (Palamós, 1873)
Remigi Tauler fou empresari, pintor i persona molt vinculada al món de les arts. El 1893 feu construir una important fàbrica de taps de suro, doblada de residència del propietari, que encara es conserva, i on treballà d'administratiu i comptable el futur diputat Josep Fàbrega i Pou. Al mateix Tauler també es deu l'original "Hotel Geroglífic" (1912, actualment desaparegut), a la platja de la Fosca de Palamós, com a iniciativa per al desenvolupament turístic de la zona i que contribuí a posar al mapa aquest racó de la Costa Brava. L'antiga fàbrica, actualment edifici protegit, s'ha reconvertit modernament en seu de la col·lecció d'art Josep Maria Civit.
Emili Grahit esmentà Remigi Tauler en el Recull sardanístic (1916) com a autor d'algunes sardanes que foren musicades per altres compositors, com Josep Molins i Lanas (La Jonquera, 1873 – Santa Coloma de Farners, 1924) i Josep Casanovas i Gafarot (Palamós, 1852-1940).
Remigi Tauler i Palet (Palamós, 28.3.1892 -15.11.1987), un dels seus quatre fills (amb Cast, Pere i Raül), publicà el 1929 una carta a La Vanguardia definint-se com a empresari surer

## Sardanes
- L'autonomia catalana
- Marinereta
- La reservista
- El sedassaire
- La tramuntana[10]